# Interlinearversion

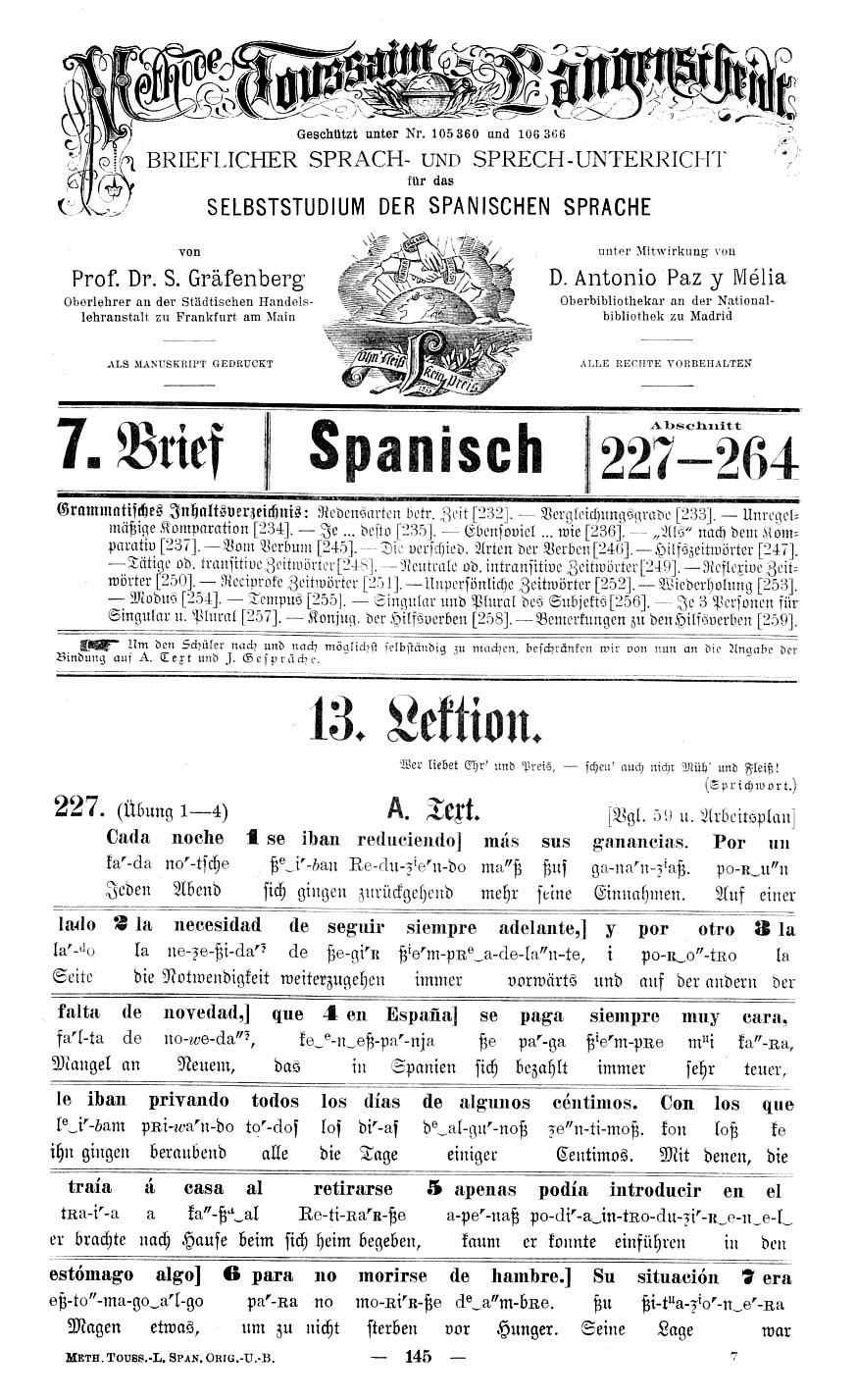
Interlinearübersetzung Spanisch-Deutsch (Methode Toussaint-Langenscheidt)

Eine Interlinearversion oder Interlinearübersetzung ist eine zwischen (lat. inter) den Zeilen (lat. lineas) eines Ausgangstextes stehende Wort-für-Wort-Übersetzung (lat. versio). In Druckausgaben stehen unter den Worten des Ausgangstextes die Entsprechungen in der Zielsprache.
Dabei wird keine zusammenhängende Übersetzung in Form eines grammatisch korrekten Textes in der Zielsprache angestrebt, sondern die Entsprechungen einzelner Wörter dienen als Verständnishilfe für Leser des Ausgangstextes, wobei häufig über einem Wort mehrere Synonyma zur Auswahl gegebenen werden.
Eine Interlinearübersetzung ist bezüglich des Satzbaues notwendigerweise strukturtreu, folgt also der Struktur der Ausgangssprache.
Interlinearversionen stehen am Anfang des althochdeutschen Schrifttums. In Klosterschulen wurden diese Übersetzungen angefertigt, um den angehenden Geistlichen das Erlernen der lateinischen Sprache zu erleichtern. Besonders bekannt ist die Schule des Klosters Reichenau für ihre zahlreichen Interlinearversionen aus dem 8. und 9. Jahrhundert.
Häufig werden Interlinearversionen auch zum leichteren Lesen der Bibel in den Originalsprachen eingesetzt. Die wichtigste griechische Textausgabe des Neuen Testaments, der Nestle-Aland-Text, ist seit 1986 auch mit einer deutschen Interlinearübersetzung erhältlich.